# Province de Tarfaya
La province de Tarfaya est une subdivision à dominante rurale de la région marocaine de Laâyoune-Sakia El Hamra. Elle tire son nom de son chef-lieu, Tarfaya et est partiellement située dans le territoire contesté du Sahara occidental.

## Histoire
La province se trouvait, en 1975, dans la Région du Sud, il s'agissait alors d'une région définie dans un cadre économique, pas encore d'une région en tant que collectivité territoriale.

## Administration et politique

### Découpage territorial
Selon la liste des cercles, des caïdats et des communes de 2009, la province de Tarfaya est composée de 5 communes, dont une commune urbaine (ou municipalité) : Tarfaya, le chef-lieu.
Les 4 communes rurales restantes sont rattachées à 4 caïdats, eux-mêmes rattachés à 2 cercles :
- cercle de Daoura-El Hagounia :
  - caïdat de Daoura : Daoura,
  - caïdat d'El Hagounia : El Hagounia ;
- cercle de Tarfaya :
  - caïdat d'Akhfennir : Akhfennir,
  - caïdat de Tah : Tah ;

## Démographie
La province comporte 5 villes, classées par population en 2004 :
- Tarfaya :  5 615 habitants ;
- Akhfennir : 1 583 habitants ;
- Tah : 1 255 habitants ;
- Hagounia : 1 089 habitants ;
- Daoura : 878 habitants.